# 約瑟夫烏 (盧布林省)
約瑟夫烏是波蘭的城鎮，位於該國東南部，由盧布林省負責管轄，面積5.00平方公里，海拔高度220米，2006年人口2,450。第二次世界大戰期間，納粹德國在1939年9月至1944年7月期間佔領該鎮。